# Пляжі Севастополя
Пляжі Севастополя — пляжі, розташовані в межах Севастополя та інших населених пунктів Севастопольської міської ради. Багато пляжів Севастополя впорядковано, деякі мають рятувальні станції. На більшість пляжів заборонений прохід з тваринами, а на території заборонено розпивання спиртних напоїв і купання у нетверезому стані.

## Севастопольскої бухти (південна сторона)
Пляжі, що розташовані в Севастопольскій бухті, менш чисті, бо бухта судноплавна та кораблі її забруднюють.
- Кришталевий пляж — основний пляж серед тих, що розташовані на березі Великого Севастопольського рейду. Розташований навпроти Приморського бульвару і набережною Корнілова, на західному березі Артилерійської бухти і на мисі Кришталевий. Пляж покритий бетоном та асфальтом, глибина біля берега 2 метра, є драбинки для спуску. Пляж обладнаний пунктами прокату інвентарю, кабінками, торговими точками, туалетом і медпунктом. Є добре обладнана рятувальна станція.
- Пляж водної станції Червонопрапорного Чорноморського флоту знаходиться на березі Великого Севастопольського рейду, на Миколаївському мисі. Примикає до Приморського бульвару. Пляж невеликий, покритий бетоном, обладнаний драбинками.
- Пляж Ушакова балка знаходиться на Корабельній стороні.

## В інших житлових районах міста

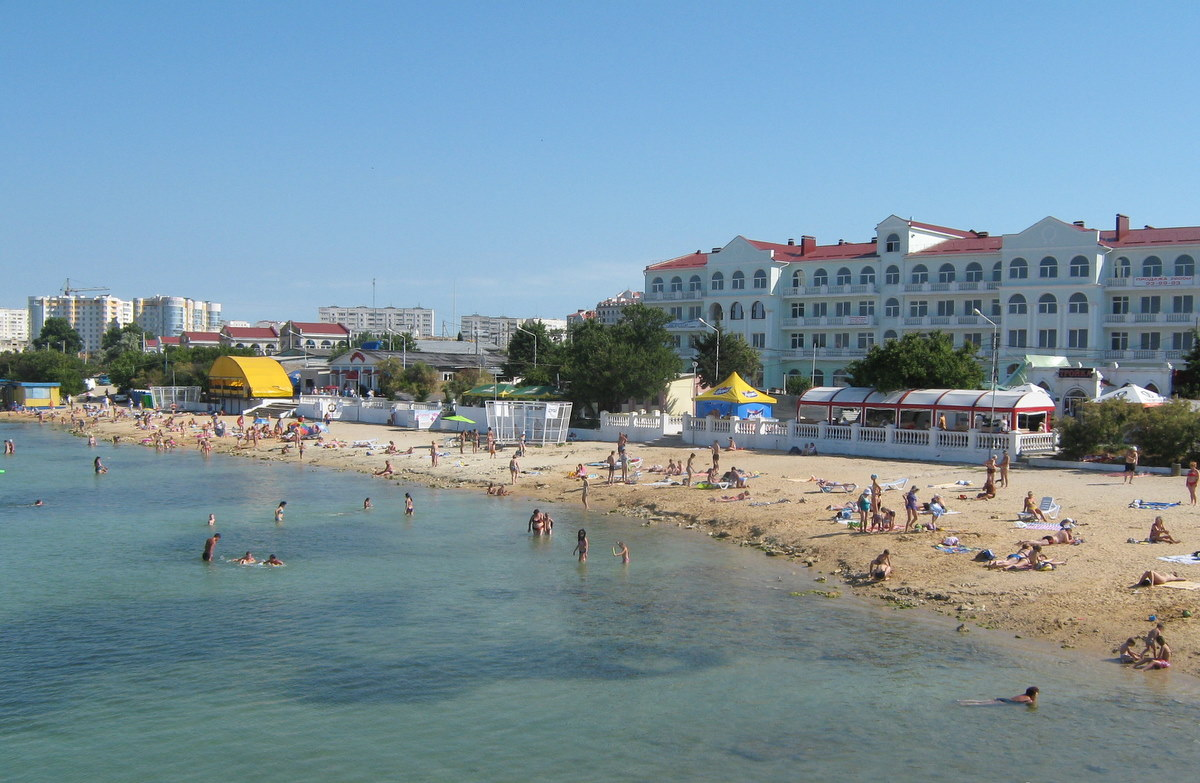
Пляж Омега

- Пісочний пляж розташований в Пісочній бухті. Пляж піщаний, дно мілке. На пляжі є рятувальна станція, медпункт, аптека, кабінки, торгові точки, лежаки. Він обмежений стіною, розписаною морськими малюнками, поруч з якою є невеликі криті навіси.
- Сонячний пляж розташований в Пісочній бухті, зі сходу обмежений західною стіною історико-археологічного заповідника «Херсонес Таврійський». Будівництво пляжу закінчено в 1978 році.[1] Обладнаний лежаками, кабінками, торговими точками. На пляжі є спортмайданчики, медпункт, аптека, телефон-автомат. Пляж гальковий.
- Пляж Омега знаходиться в неглибокій бухті Омега (Кругла). На початку пляж дрібний піщаний, потім є пірси для стрибків, потім переходить у дикий кам'янистий. На пляжі є човнова станція і багато розважальних закладів.
- Пляж Парк Перемоги розташований на березі відкритого моря, біля парку Перемоги, на захід від Стрілецької бухти. Пляж гальковий, розділений пірсами, працюють численні торгові точки. Поруч знаходиться аквапарк «Зурбаган». Праворуч і ліворуч по боках від основного пляжу розташовується дикий пляж.
- Солдатський пляж — новий пляж, що облаштований між пляжом Омега та Камишовою бухтою.
- Пляж на території заповідника Херсонес Таврійський — необладнаний стихійний пляж, галечно-кам'янистий.

## Північна сторона
- Пляж у бухті Матюшенка знаходиться на березі Великого Севастопольського рейду (точніше її бухти — Матюшенка), біля причалів району Радіогірки і Михайлівського равеліну. Пляж напівдикий, практично необладнаний, дно дрібне й кам'янисте. Забруднюється в період підготовки до святкування Дня Військово-Морського флоту через проведення в цьому районі репетицій.
- Пляж Товстун (район Радіогірки) — невеликий гальковий пляж північніше мікрорайону Радіогірки, на південь від пляжу «Учкуєвки», використовується туристської базою міністерства оборони України. Море тут відкрите. Названий по мису Товстий.
- Пляж Учкуївка знаходиться на Північній стороні, біля парку «Учкуївка», на місці маленького села кінця XVIII століття, пізніше маєтки Федора Ушакова. Море відкрите. Найкращий піщаний пляж в Севастополі з розвиненою інфраструктурою пляжної, торговими точками, місцями для розваг. Поряд з входом розташована рятувальна станція і телефони-автомати. На північ переходить в пляж мікрорайону Любимівка.
- Пляж у селищі Любимівці — продовження Учкуївського пляжу. Пляж довгий, переходить у дикий, змішаний — крупний пісок і галька. Дно йде на глибину різко. Поділений невеликий річкою Бельбек, яка впадає тут у море. Інфраструктура пляжу розвивається. Далі за скелею розташований нудистський пляж.

## Балаклава

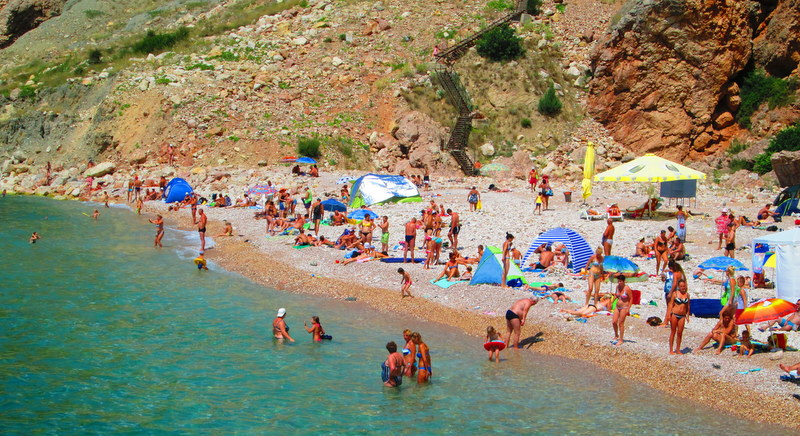
Пляж Василі

- Міський пляж в Балаклаві — невеликий пляж на березі Балаклавської бухти, на набережній Назукіна. Покритий асфальтом і бетоном, з драбинками, обгороджена парканом.
- Пляж Василевої балки знаходиться на захід від входу до Балаклавської бухти на березі відкритого моря.
- Срібний пляж (Близький, Малий, старовинна назва Мікро-Яло) — гальковий пляж на березі відкритого моря, в мальовничому місці. Знаходиться приблизно за два кілометри на схід від входу в Балаклавську бухту. З Балаклави можна дістатися пішки по довгій звивистій стежці, яка веде повз фортеці Чембало, а також на рейсовому катері або найнятим ялику.
- Золотий пляж («Далекий») — гальковий пляж на березі відкритого моря. Знаходиться приблизно за три кілометри на схід від входу в Балаклавську бухту, за Срібним пляжем. Тут зручний причал для катерів, подаються напої та продукти харчування. На схід переходить у дикий пляж.

## Інші

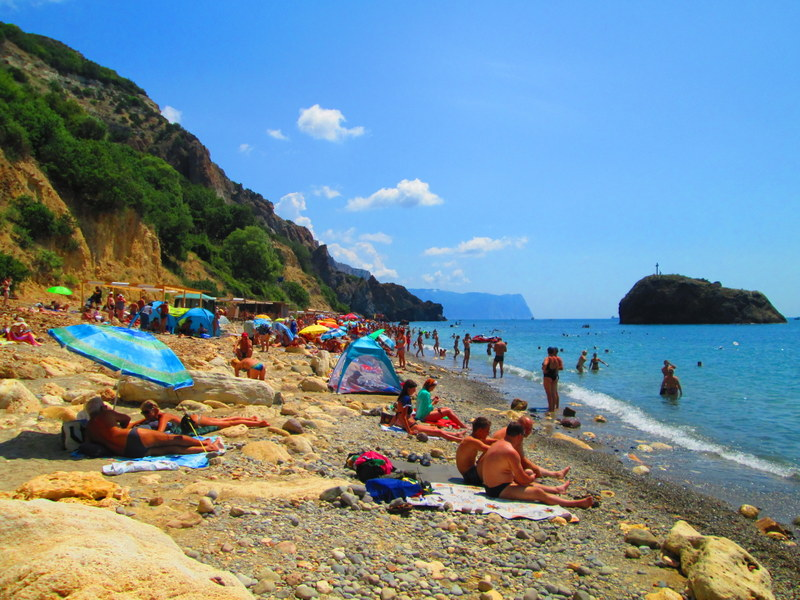
Яшмовий пляж

- Пляж Блакитна бухта знаходиться на березі невеликий Блакитної бухти. Невеликий обладнаний гальковий пляж, далі переходить у дикий. Місцевість у районі пляжу мальовнича, є невеликі бухти, печери, скелі. Під час радянсько-німецької війни тут знаходилася 35-а берегова артилерійська батарея, частина її споруд збереглася.
- Яшмовий пляж (пляж на мисі Фіолент) знаходиться на території заказника «Мис Фіолент», у мальовничій місцевості, з видами на миси Фіолент і Айя, біля скелі святого Явлення. Над пляжем знаходиться Святогеоргіевскій чоловічий монастир, до якого можна добратися по вирубаної в скелі дуже довгих сходах (800 ступенів). Влітку до пляжу ходить катер з Балаклави (раз на дві години з набережної Назукіна).

## Приміські пляжі

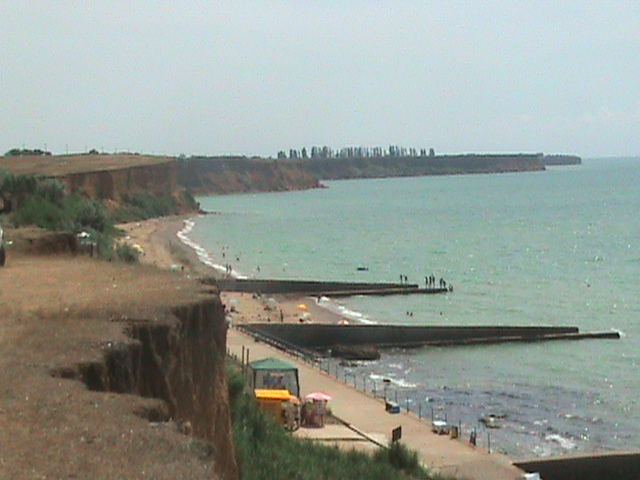
Пляж в Андріївці

- Пляж в Орлівці — піщаний пляж, що утворився на місці впадання в море річки Кача. Пляж великий, довжиною близько півтора кілометрів.
- Пляж у селищі Кача — галечний, море відкрите, берег уздовж пляжу обривистий, можливі зсуви.
- Пляж в Андріївці — піщано-галечний пляж. На самому пляжі обриви зриті, дикі пляжі подалі обривисті. На вході є невелика зелена зона.
- В бухті Ласпі — галечний довгий пляж на Південному березі Криму В бухті багато баз відпочинку, але є і ділянки диких пляжів.